# لغات ترك سيبيريا
لغات ترك سيبيريا هي فرع من مجموعة اللغات التركية.

## التقسيم

### تقسيم اللغوي السويدي لارس يوهانسون 1998[1]
| التركية الأولى | تركية الشاز (العامة) | التركية الشمالية الشرقية (السيبيرية) | السيبيرية الشمالية | السيبيرية الشمالية | - الياقوتية - الدلغانية                                  |
| التركية الأولى | تركية الشاز (العامة) | التركية الشمالية الشرقية (السيبيرية) | السيبيرية الجنوبية | التركية السايانية  | - التوفانية - التوفا                                     |
| التركية الأولى | تركية الشاز (العامة) | التركية الشمالية الشرقية (السيبيرية) | السيبيرية الجنوبية | التركية الينيسية   | - الخاكاسية قرغيزية الفويو - الشورية - الويغورية الغربية |
| التركية الأولى | تركية الشاز (العامة) | التركية الشمالية الشرقية (السيبيرية) | السيبيرية الجنوبية | تركية التشوليم     | - الشوليم (الكوريك)                                      |
| التركية الأولى | تركية الشاز (العامة) | التركية الشمالية الشرقية (السيبيرية) | السيبيرية الجنوبية | تركية الألطاي      | - ألطاوية الأويرات                                       |